# Fundação Aron Birmann
A Fundação Aron Birmann é uma entidade sem fins lucrativos com título de Organização da Sociedade Civil de Interesse Público (Oscip). Foi criada em 1995 com o objetivo de promover, através de estudos, pesquisas e ações, a busca de soluções para os problemas ambientais dos grandes centros urbanos. Na ótica da Fundação estas soluções passam por parcerias da iniciativa privada com o poder público  .
Atualmente, a principal atividade da Fundação é a administração do Parque Burle Marx, na zona sul de São Paulo. O gerenciamento e administração privados de um parque público são modelos de parceria público-privada ainda incipientes no Brasil  .